# Иконостас
Иконостас (грч. εικονοστάσιο - иконо стазио - место за иконе) или олтарска преграда, одваја олтарски простор од наоса цркве. Основни елементи иконостаса су царска врата (двери) и иконе. Данас постоји само у православним црквама.
Обично се прави од дрвета, али може бити и од других  материјала, као што су камен или мермера, а у новије доба чак и од инокса, као што је црква на Руднику). По правилу, на иконостасу постоје укупно троје врата, од тога се одступа у случају мањих цркава. Број икона на иконостасу зависи од његове величине, a уграђују сe по одређеним црквеним канонима.
Иконостас се поставља у црквама не само ради украса, већ ради буђења побожности код верних. На иконостасу је представљен троструки позив Исуса Христа, приказана је историја Старог и Новог завета. Иконостас је, такорећи, отворена књига из које сваки човек може упознати најглавније догађаје и учење хришћанске вере.

## Историја
Преграде сличне хришћанским су се користиле у грађевинама јавног, религијског и профаног карактера, у средини у којој се развило хришћанство. Преграде су постојале у судницама, на хиподромима, у храмовима, на местима где се појављивао цар пред народом. Те преграде су биле до висине струка, нису смањивале видљивост, већ су указивале народу на простор у који није требало да улази, а давао на значају онима који су били ограђени.
Сам изглед православне цркве као грађевине веома је сличан изгледу молитвеног шатора, односно храма код Јевреја. Тако православна црква има олтар са часном трпезом у који улазе свештеници, који је од централног простора цркве одвојен управо иконостасом. У јеврејском храму то је светиња над светињама са жртвеником у коју на дан помирења улази првосвештеник ради приношења жртве. На самој прегради у јеврејском храму која дели централни део храма (светињу) од светиње над светима су према инструкцијама били извезени херувими, што веома подсећа на данашњи иконостас.
Прве олтарске преграде, у ранохришћанским храмовима су биле ниске. Облик и висина првобитних преграда су били различити. У неким случајевима то су били ниски зидићи, до висине човечјих груди, с вратима у облику решетака, са архитравом или без њега. Правиле су се од метала дрвета и камена и постојале су како на Истоку, тако и на Западу.
Дрвене олтарске преграде су познате само на основу литерарних описа и ликовних представа на фрескама, мозаицима или са минијатура, као и са археолошких налазишта. Познато је да су у 3. веку, олтарске преграде имале решеткасте ограде од дрвета, које су с једне стране ограђивале Часну трпезу, а са друге посебан простор за епископа и презвитере.
Познато је да су крајем 4. века олтарске ограде биле камене. Најчешће су прављене као посебне конструкције, одвојене од архитектонске грађевине. Постојао је само један улаз у олтарски простор, који се налазио у аксијалној оси базилике. Правили су се од стилобата, са малим каменим стубовима, украшеним с чеоне стране, као и парапетним плочама или транзенама између. На парапетним плочама обично су се клесала хришћанска знамења, најчешће крст или Христов монограм, а ређе вегетабилни мотиви. Испред улаза у олтарски простор се често налазио продужетак према средишњем делу наоса. У ширим продужецима (лат. schola cantorum - школа певања) су стајали певачи, за време одређених литургијских обреда. Уз олтарски простор нису постојале пастрофије, а ђаконин и протезис су грађени уз бокове припрате.
Временом, како би се олтарски простор одвојио од погледа верника, у 5. веку су уведене високе олтарске преграде, са горњом гредом епистилионом. Високе олтарске преграде су постале уобичајене у наредном веку и задржале су се током читавог средњег века. Најрепрезентативнија висока олтарска преграда се налазила у Светој Софији, чији су стубови били оплаћени чистим сребром. Међутим, све до појаве цара Јустинијана, није постојао устаљен иконографски програм.
Прерастање олтарске преграде у иконостас је започео веома рано. На архитраву је од самог почетка обично стајао крст. У време Јустинијана, у 6. веку, по угледу на Константина, у Светој Софији су на архитраву у рељефу постављени Христ, Мајка Божја, анђели, апостоли и пророци. Нажалост, ни једна икона предиконоборачког периода за коју се извесно зна да је била постављена на олтарској прегради није сачувана.
У периоду иконоборства, на целом простору Византије је дошло до извесног застоја у развоју уметничких представа на олтарским преградама. Противници поштовања икона или скулптуралних представа нису дозвољавали стављање било каквих ликовних представа на иконостасе. Иконе и скулптуре су сматрали сатанским чином материјализације светих ликова и почели су да уништавају иконе и фреске по зидовима цркава. Ипак, архитектонска конструкција и концепција олтарске преграде у периоду иконоборства није мењана, већ је само извршена извесна редукција икона на њој.
Подстакнут иконоборачком кризом, Седми васељенски сабор у Никеји 787. године је истакао поштујући однос према иконама. Примена и присутност икона у изражавању и исповедању вере се све више ширио, проналазећи временом место и на олтарским преградама, мада није могуће прецизно утврдити када су се иконе поново вратиле на олтарске преграде. У првој фази (9–10. век), генерално није било сликаних покретних икона, само су клесане фигуре на мермерном архитраву. Најранији почеци појављивања икона на олтарској греди, иако на основу малог броја извора, могу се лоцирати у 10. веку.
У византијским црквама у периоду од 11. до 14. века иконостас је био портал са слободним простором између стубова без икаквих икона, осим на архитраву. Монументалне иконе почеле су да се развијају најпре на зидовима који су се налазили са бочних страна иконостаса, а касније и на самом иконостасу, у слободном простору између стубова. Прве иконе су биле иконе Спаситеља, Пресвете Богородице и светитеља којима је црква посвећена. Изнад њих су постављане слике празника и минеја, а на архитараву Деизис. Велики Деисис је већ у периоду 11–12. века, почео да се појављује на архитраву и то сам, у реду састављеном од одвојених икона. На основу извора и са сачуваних епистилних греда зна се да серија од дванаест Господњих празника није постала општеприсутна пре 12. века. Велики празници: Благовести, Рођење Христово, Сретење Господње, Крштење Христово, Преображење, Васкрсење Лазара, Цвети (Улазак у Јерусалим), Распеће, Васкрсење, Вазнесење, Педесетница и Успење Пресвете Богородице, су били суштински елемент у литургијском календару византијским црквама и били су прослављани са посебном свечаношћу. У време династије Палеолога иконостаси су постали виши, а од 14. века дошло је до замене мермерних иконостаса дрвеним.
У раном средњем веку, ради литургијских обреда је био потребан само један, централни пролаз на олтарској прегради. Најстарије олтарске преграде нису имале врата, а централни пролаз је затваран завесом. Од 6. века увођењем проскомидије, на прегради је прављен други, северни пролаз, док је трећи, јужни пролаз настао доста касније. У периоду иконоборства појавила су се прва ниска дрвена олтарска врата, која су састављена од два вратна крила. Претпоставља се да су се прве двери појавиле најпре на репрезентативнијим црквама, у којима је владар присуствовао литургијским обредима. Најстарије познате су Андреашке двери из 14. века, са представом Благовести. Тек у 17. веку се појавио и трећи јужни пролаз за ђаконикан. Пролазак кроз Царске двери, улазак у олтар и излазак из њега, дозвољава се свештеницима, који служе литургију и то само када се јасно предвиђа црквени поредак. У другим приликама свештеници пролазе кроз друга олтарска врата. Обично улазе у олтар на јужна, а излазе на северна. На најстаријим ликовним представама олтарских врата, свако олтарско крило се делило у две зоне. На четири поља су приказана четири свештена лика са ореолима, очигледно четири јеванђелиста. Из каснијег периода најчешћа иконографска тема су Благовести. Од друге половине 14. века као допуна иконе Благовести јавили су се ликови пророка. У исто време су се појавили и првоврховни апостоли Петар и Павле, а касније и саслужујући јерарси у жељи да верни виде јерархе и док су олтарска врата затворена. Временом су јерарси на олтарским вратима мењани са другим светитељима. Од 15. века су присутни биљни мотиви на олтарским вратима изрезбареним у дрвету. Биљни мотиви се повезују са рајским вртом, дрветом живота, са дрветом познања, те уопште са идејом о вечном животу.
Византијске цркве нису садржале више од два до три реда икона. У том облику су се иконостаси од 14. века пренели и у Русију, где су редови икона били другачије распоређени, јер је ред празника, који се у Византији налазио испод архитрава, у Русији био на самом архитраву, обично изнад реда Деизиса.
Висина иконостаса се повећавала услед промене распореда редова, али и због повећања димензија икона. Андреј Рубљов и Теофан Грк су у Саборном храму Благовести у Москви осликали ликове из Деизисиса у пуној величини, висине икона су премашивале два метра, што је било сасвим неуобичајено за ту епоху. Године 1408. Андреј Рубљов и Данило Црни су за Саборни храм Успења Пресвете Богородице у Владимиру направили иконе из реда Деизиса у висини већој од 3 метра и уз њега додали ред пророка. У том периоду иконостас је постао један од суштинских елемената храма. Иконостас је снажно утицао на руску литургијску традицију. Док је у византијском богослужењу постојало много више активних елемената, као што су вход свештеноуслужитеља кроз средину храма и велики вход кроз читав простор храма, у руским црквама је литургија постала статична, а улога народа пасивнија, што је довело до развоја нове врсте побожности.
Почетком 16. века на иконостасу је додат ред пратиоца, чиме је обликован коначни класични модел иконостаса са пет редова.
Поступним развојем, на Истоку је олтарска преграда постала зид, док је на Западу преграда нестала. У римокатоличким црквама олтарске преграде су у потпуности уклањане након Тридентског сабора (1545—1562).
Током 16. века појавили су се и додатни редови. Поједини иконостаси су прављени са седам редова, са редом серафима и херуфима, док је на врху уместо крста постављан Нерукотворени Образ или икона Свете Тројице. У другој половини 17. века, након Великог московског сабора (1666—1667), забрањено је приказивања Бога Оца. На врху иконостаса је постављан крст с приказом Распећа, док су бочно додавани Пресвета Богородица и Свети Јеванђелиста Јован, док су у појединим црквама редови серафима и херуфима су замењени сценама Страдања и готово истовремено и ред апостола, док је у богатијим црквама крајем 17. века додат и ред страдања апостола. Ови додатни редови су преоптерећивали иконостас, који је због нагомиланог садржаја губио јасноћу.
Под руским утицајем, високи иконостаси су продрли на Свету Гору, а одатле се пренели и на остатак Балкана, који се налазио под турском влашћу. Развој иконографског садржаја високих многоредних иконостаса завршио се почетком 18. века.
У осталом делу православног света, све до краја 17. и почетка 18. века су постојале ниске олтарске преграде. У српским средњовековним црквама до првих деценија 14. века нису сачуване првобитне олтарске преграде, нити су оне описане у историјским изворима. Најстарији сачувани делови олтарске преграде су пронађени у манастиру Студеници из 13. века, која је урађена по узору на византијске средњовековне цркве и од њих се разликује само у појединим детаљима. Сачувани су и делови првобитних олтарских преграда у цркви Светог Петра у Бијелом Пољу из готово истог периода, спасовске цркве у Жичи из 13. века, цркве Вазнесења Христовог у Милешеви из 13. века, цркве Богородичног успења у Морачи из 13. века, цркве Свете Тројице у Сопоћанима из 13. века, Богородичној цркви у манастиру Градац из 13. века, цркве Светог Ахилија у Ариљу из 13. века, манастиру Светог Ђорђа у Наогоричину из 14. века, црквама Пећке патријаршије из 14. века. Једна од ретких каснијих сачуваних преграда је у цркви Марковог манастира из 14. века, а међу најлепше делимично сачуване преграде спада она која се налази у цркви Константина и Јелене у Охриду.
Старије преграде из рашког периода су у одређеним аспектима сродне романичком клесарском изразу. Током 13. века дошло је до усклађивања романичких облика, са византијским програмом. Разлике у преградама, настале су тек у 14. веку, од времена владавине краља Милутина, када су олтарске преграде добијале украсе уобичајене у византијским областима. оком 13. века били без икона, те да је у њима једино могла висити завеса. Такође, потпуно сачувана дечанска камена олтарска преграда из прве половине 14. века није била изворно предвиђена да се у њу поставе иконе. Променом плана, у периоду од изградње преграде до осликавања цркве, одлучено је да се у темплон поставе иконе. То су најстарије иконе на дрвету постављене у интерколумније у Србији за које се може тврдити да су од почетка на том месту. Старо Нагоричино је први пример српских задужбина из 14. века са фреско-иконама у доњој зони темплона.

## Редови на иконостасу
Руски високи иконостаси се граде у редовима или чиновима, што представља хијерархију света. У српским црквама не постоји прави развијени иконостас.

### Први ред
Први, најнижи ред садржи иконе које се поштују у одређеном месту. Овај ред се такође назива целивајућим редом и често је асиметричног облика.
У централном делу првог реда се налазе свете или царске двери, двокрилна врата на којима се приказују Благовести. Код развијених двери Благовести се приказују у две сцене. На једној је Богородица са арханђелом Гаврилом, а на другој четири јеванђелиста који најављују Царство божје. С обзиром да је у Русији раширена пракса да се током литургије царске двери затварају, изнад двери се обично налазе представе Тајне вечере или причешћа апостола, како би се на неки начин обештетили верници и повезали с радњом на самом олтару, која им била заклоњена. На крилима царских двери, често се налазе иконе писаца литургија Василија Великог и Јована Златоустог.
Десно од двери се налази икона Спаситеља, с књигом како благосиља и икона свеца или празника коме је храм посвећен, а лево Богородица, обично са Христом у рукама.

### Други ред
У другом реду су приказани празници. Иконе су мањих димензија и обично су представљене по редоследу црквене литургијске године.

### Трећи ред
У трећем реду се налази композиција Деизиса, главна тема иконостаса. У његовом центру је приказана тема „Спас на силама”, односно „Други Христов долазак”, у сили и слави. Он седи као судија, спаситељ света, цар над царевима и господар над господарима. Крајем 17. века ову икону су често замењивали иконама „Спаситељ на престолу” или „Христ велики архијереј”.
Са Христове десне и леве стране се налазе свети заступници људског рода, небеске силе и сви који долазе на Суд. Најближе Христу, с десне стране стоји Богородица, а са леве претеча Јован Крститељ.
Сцени Деизиса се прикључују разни светитељски и небески чинови. Насупрот Богородици, арханђел Гаврило, насупрот претечи арханђел Михаило, а за њима следе апостоли, Петар и Павле, свети оци Василије Велики, Јован Златоусти и остали представници цркве, у зависности од места и величине храма.
У време патријарха Никона, деизисни чин је понекад замењиван апостолским, па су као учесници Суда приказивана дванаесторица апостола на престолима.

### Четврти ред
Четврти ред је пророчки. У њега су укључени пророци из Старог завета, а у центру је Богородица и сцена Оваплоћења. Положај и гестови пророка, за разлику од Деизиса, су различити, јер сваки проповеда на свој начин.

### Пети ред
У петом реду су приказани старозаветни праоци, односно оци вере: Аврам, Исак, Јаков, Ноје, Мелхиседек и други.

### Икона голготе
Иконостас се завршава крстом са Христовим распећем, уз присуство Богородице и Јована Богослова.

### Целивајућа икона испред иконостаса
Испред олтара на налоњу се постављају издвојене иконе за целивање. У историји је икона за целивања била централна икона ликовног програма и имала је разноврсне функције у богослужбеној употреби.

## Галерија
- Положај иконостаса у цркви
- Иконостас у цркви Светих арханђела Михаила и Гаврила у Новом Милошеву из 1842.
- Горњи део иконостаса цркве у Борачу, Шумадија
- Иконостас у цркви из Москве
- Део иконостаса цркве у Борачу
- Иконостас манастира Троноша
- Иконостас манастира Чокешина
- Иконостас цркве у Раденковићу
- Иконостас спомен цркве у Крупњу
- Иконостас манастира Бођани
- Иконостас манастира Велика Ремета
- Иконостас манастира Раковица
- Црква Свете Петке у Малчи
- Црква Св. Петра и Павла, Јагодина
- Црква Св. Василија Острошког
- Стара црква, Јагодина
- Црква Св. архангела Гаврила
- Иконостас манастир Студеница
- Црква Светог Великомученика Георгија
- Црква Светог Илије, Балиновац
- Црква Св. Димитрија, Сремска Митровица
- Црква Св. Димитрија, Сремска Митровица
- Црква рођења Пресвете Богородице, Сремска Каменица
- Црква Свете Тројице, Трстеник